# Mikania paranensis
Mikania paranensis là một loài thực vật có hoa trong họ Cúc. Loài này được Dusén mô tả khoa học đầu tiên năm 1910.